# Catarina Alves Costa
Catarina Alves Costa (* 8. April 1967 in Porto) ist eine portugiesische Dokumentarfilmerin und Anthropologin. Sie ist auch Hochschullehrerin und trat gelegentlich als Produzentin und Kamerafrau in Erscheinung.

## Leben
Catarina Alves Costa studierte Sozialanthropologie am ISCTE-Instituto Universitário de Lisboa, der renommierten Hochschule für Sozial- und Betriebswissenschaften, Technologie und Architektur in Lissabon. 1993 erlangte sie, als Stipendiantin der Gulbenkian-Stiftung, ihren Master am Granada Centre for Visual Anthropology der University of Manchester. Danach erhielt sie einen Doktortitel für ihre Arbeit Camponeses do Cinema - Representações da Cultura Popular no Cinema Português 1960-1970 (Portugiesisch für: Landarbeiter des Films - Darstellung der Volkskultur im Portugiesischen Kino 1960–1970) an der Universidade Nova de Lisboa, wo sie danach Dozentin wurde und zeitweise auch arbeitete und forschte. Von 1994 bis 2000 arbeitete sie im Bildarchiv des Museu Nacional de Etnologia, dem nationalen ethnologischen Museum in Lissabon.
Mit der Filmwirtschaft kam sie bereits in jungen Jahren als gelegentliche Schauspielerin in Berührung und verlegte sich ab 1992 dann ganz auf die Regie von Dokumentarfilmen. 2000 gründete sie mit Catarina Mourão die Produktionsfirma Laranja Azul.
Einen ersten Filmpreis erhielt sie 1993 mit dem Studentenfilmpreis beim Göttingen International Ethnographic Film Festival für ihren Film Regresso à Terra, 1992 als Teil ihrer Masterarbeit an der Universität Manchester erstellt. Für ihren Film Senhora Aparecida, über ein religiöses Volksfest aus einem Dorf nahe Lousada, erhielt sie eine Reihe Preise, so beim italienischen VII. Rassegna Internazionale di Documentari Etnografici auf Sardinien (1996), beim Society for Visual Anthropology American Anthropological Association Film Festival in den USA (1996) und beim Filmfestival der US-amerikanischen University of California (1997).
2004 wurde sie beim Filmfestival Caminhos do Cinema Português für O Arquitecto e a Cidade Velha ausgezeichnet, ihr 2003 erschienener Dokumentarfilm über das gescheiterte Projekt des portugiesischen Architekten Siza Vieira zur ersten Bewerbung der kapverdischen Stadt Cidade Velha als UNESCO-Welterbe. Ihre Dokumentation Nacional 206 wurde 2008 beim Doclisboa prämiert.
2022 drehte sie einen Dokumentarfilm über die deutsch-portugiesische Pianistin und Ethnologin Margot Dias (1908–2001), deren zwischen 1958 und 1961 entstandene Dokumentarfilme aus dem Norden Mosambiks sie bereits während ihrer Zeit am Museu Nacional de Etnologia bearbeitet (Ton) und katalogisiert hatte. 2019 hatte sie bereits einen ersten Fernsehfilm dazu gedreht.
Catarina Alves Costa war Präsidentin des portugiesischen Dokumentarfilmerverbands Apordoc und ist Direktoriumsmitglied der portugiesischen Anthropologievereinigung.(Associação Portuguesa de Antropologia).

## Filmografie
- 1987: Relação Fiel e Verdadeira (Darstellerin, Regie: Margarida Gil)
- 1990: O Processo do Rei (Darstellerin, Regie: João Mário Grilo)
- 1992: Le Voyage Étranger (Darstellerin, Regie: Serge Roullet)
- 1992: Regresso à Terra (Doku.) - auch Kamera und Schnitt
- 1994: Senhora Aparecida (Doku.) - auch Schnitt
- 1997: Kirtida e Mohamade (Doku.)
- 1998: Swagatam (Doku.)
- 2000: Os Acrobatas da Pedra Rolada (Doku.)
- 2001: Mais Alma (Doku.) - auch Kamera
- 2003: O Linho é um Sonho (Doku.) - auch Kamera
- 2003: A Seda é um Mistério (Doku.) - auch Kamera
- 2003: O Arquitecto e a Cidade Velha (Doku.) - auch Kamera
- 2005: Siza, l'architecte et la vieille ville (Doku., neu geschnitten) - auch Kamera
- 2005: O Escritor Prodigioso (Produzentin, Regie: Joana Pontes)
- 2005: A Minha Aldeia Já Não Mora Aqui (Produzentin und Kamera, Regie: Catarina Mourão)
- 2008: Nacional 206 (Doku.)
- 2009: Falamos de António Campos (Doku.)
- 2010: Pelas Sombras - Um Filme com Lourdes Castro (Produzentin, Regie: Catarina Mourão)
- 2014: Casas para o Povo (Kurzfilm, Doku.)
- 2016: Pedra e Cal (Doku.)
- 2019: Um Ramadão em Lisboa (Doku., auch Produzentin)
- 2019: Viagem aos Makonde (Fernsehfilm, Doku.)
- 2022: Margot (Doku., auch zusätzliche Kamera)